# Мікряково
Мікря́ково (рос. Микряково, марій. Микряк) — село у складі Гірськомарійського району Марій Ел, Росія. Адміністративний центр Мікряковського сільського поселення.

## Географія
Село розташоване на лівому березі річки Сумка, на трасі Козьмодем'янск — Мітряево за 45 км від районного центру та за 19 км від селища Васильсурська Нижньогородської області.

## Історія
Село відоме з XVI століття, коли воно входило до складу великого громади Шалтиково Акпарсової сотні Козьмодем'янського повіту Казанської губернії. У 1797—1918 роках село входило до складу Васильского (Васильсурского) повіту Нижньогородської губернії. З 1918 року село було центром Мікряковської сільської ради та Емангаської волості, в 1924—1931 роках — центром Мікряковского району Юринського кантону, з 1931 року входило до складу Гірськомарійського та Єласівського (1936—1959) районів.

## Населення
Населення — 435 осіб (2010; 353 у 2002).
Національний склад (станом на 2002 рік):
- гірські марійці — 95 %

## Господарство
У СВК «Розсвіт» працює 28 осіб, 32 людини працювали на особистих подвір'ях і 3 — на сезонних роботах.